# Mocsár Gyula
Mocsár Gyula (névváltozat: (f) Mocsár Gyula; Nagykálló, 1905 – Nyírbátor, 1991) magyar cigány zenész és festőművész. Unokahúga Micziné Hamza Ibolya akvarellfestő.

## Életpályája
Cigány zenész családban született, kora gyermekkorától cimbalmozott, majd hegedült. Grófokat, urakat szórakoztatott és tehetős családok gyermekeit tanította hangszeren játszani. Hosszabb időn át a debreceni Aranybika Szállóban muzsikált. Kokas Pál prímás és kitűnő festő tanította rajzolni, festeni. Egész tájkép-sorozatot festett a nyírségi tájakról, a tájkép volt a kedvenc műfaja. Kiállításra nem vitte képeit, megtartotta azokat vagy barátai vásárolták meg tőle. Alkotásait végül Zsigó Jenő szállította Budapestre, ahol nagy feltűnést keltettek. Tájképei megtalálhatók a Roma Parlament állandó kiállításán és a Romano Kher (=Cigány Ház) Képzőművészeti Közgyűjteményében. A 2009-es Magyar festészet című reprezentatív albumba 6 olajfestményét válogatták be.

## A 2009-es Cigány festők című albumba beválogatott képei
- Nyírségi tájak I. (olaj, vászon, 94x104 cm)
- Nyírségi tájak II. (olaj, vászon, 103x72 cm)
- Nyírségi tájak III. (olaj, vászon, 84x64 cm)
- Nyírségi tájak IV. (oloj, vászon, 86x144 cm)
- Nyírségi tájak V. (olaj, vászon, 54x74 cm)
- Nyírségi tájak VI. (olaj, vászon, 50x70 cm)[1]

## Posztumusz csoportos kiállítása
- 2012 • Beszélő paletták - Magyar Roma Képzőművészeti Kiállítás, Közigazgatási és Igazságügyi Minisztérium Társadalmi Felzárkózásért Felelős Államtitkársága folyosóján és irodáiban, Budapest[2]